# Casterno
Casterno (AFI: /kaˈztɛrno/Casterna in dialetto milanese, AFI: /kaˈztɛrna/) è una frazione di Robecco sul Naviglio in provincia di Milano, distante 2,08 chilometri dal comune di appartenenza. La località, caso assai insolito nel territorio milanese, non si costituì mai in comune pur essendo fin da tempi remoti una parrocchia.

## Storia

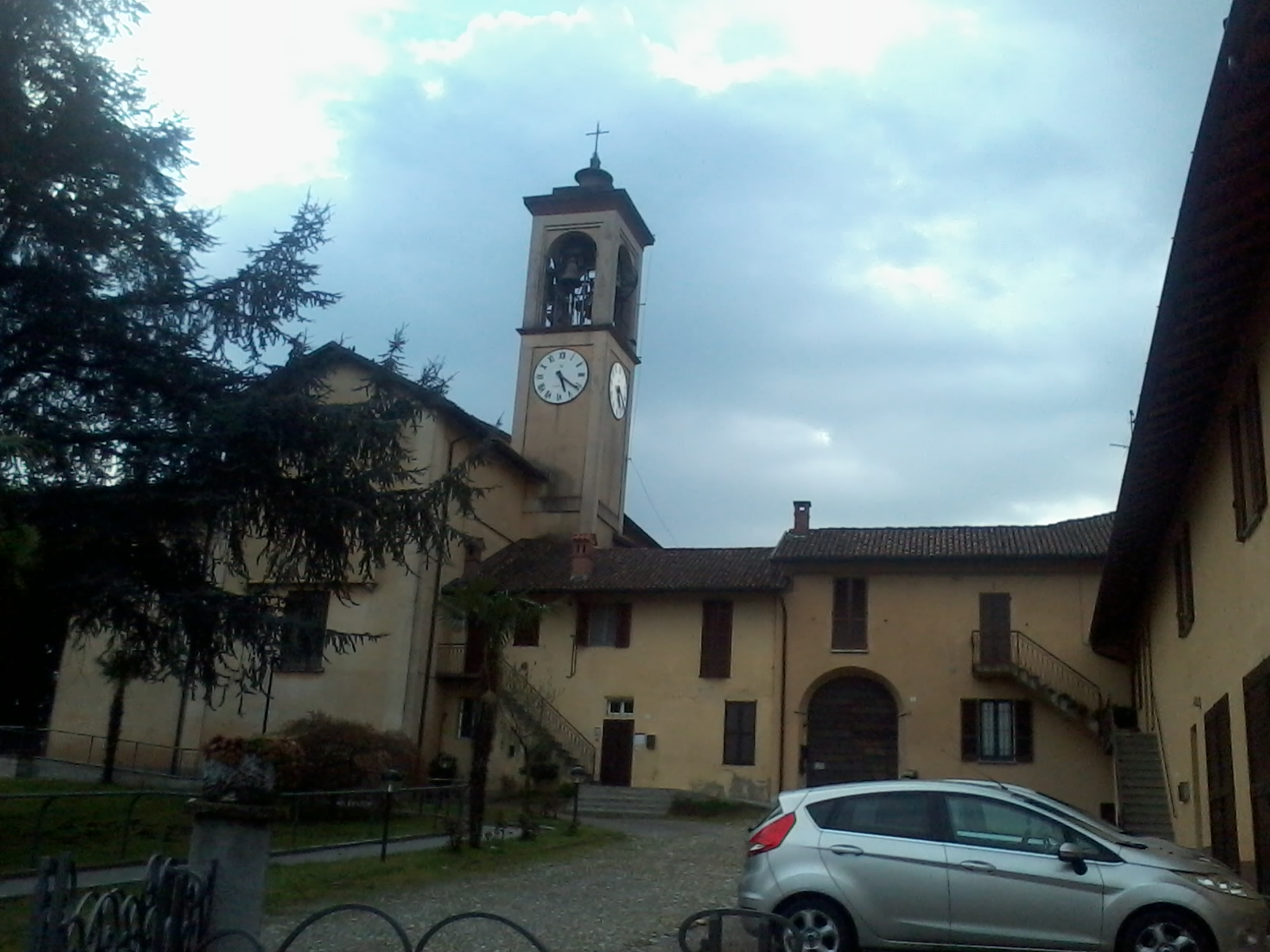
La casa parrocchiale sorge sull'altura di Casterno

Casterno è una delle località più antiche del territorio robecchese, in quanto i reperti più antichi ritrovati in essa risalgono all'età romana e più precisamente al II secolo a.C. quando si suppone che l'area ospitasse un castrum externum romano (da cui anche il nome di "Casternum"). La stessa posizione geografica della frazione, posta su un'altura sovrastante la valle del Ticino, è indubbiamente stata per molti secoli un luogo ideale per costruire fortificazioni difensive in quanto non solo era possibile controllare le terre robecchesi, ma anche buona parte del corso del fiume.
In epoca longobarda si installò a capo di queste fortificazioni la famiglia dei "de Casterno", di cui troviamo citato un Pietro che il 28 dicembre dell'874 trovavasi a Milano per presenziare ad un placet presieduto dall'arcivescovo Ansperto e dai conti germanici Bosone ed Alberico, messi imperiali di Ludovico II del Sacro Romano Impero. Altra citazione del borgo l'abbiamo con un Adelberio, figlio del fu Aldone "de Casterno" il quale era presente a Pavia il 1º maggio 928 come testimone nell'ambito di una vendita di beni nel luogo di Paone fatta dai coniugi Adelburga e Disone al marchese Berengario.
Fu l'evoluzione delle prime fortificazioni presenti sul territorio casternese a portare alla nascita di un vero e proprio castello medioevale, già citato in alcuni documenti del 1050, poi distrutto nel 1245. Nel medesimo periodo viene anche citato un Amedeo de loco Kasterno che con la consorte Imilda del fu Vunifredo di Milano vendeva il 9 ottobre 1050 dei beni giacenti tra cui alcune proprietà a Casterno a tale Opizzone, canonico della chiesa collegiata di San Vittore martire di Corbetta: in questo stesso documento si fa riferimento ad una pezza di terra giacente entro le mura del castello locale. Con il termine degli scavi del Naviglio verso la fine del XIII secolo, iniziò per Casterno una nuova era di splendore in quanto il vicino corso d'acqua garantiva una via veloce di collegamento con Milano e coi maggiori centri di scambio dell'area. Fu così che il borgo divenne feudo della famiglia Pietrasanta, mentre i monaci milanesi di Sant'Ambrogio ad Nemus acquistarono dei terreni sui quali sorse un monastero di cui però i Pietrasanta si riservarono sempre la scelta del priore, approfittando del fatto che tra i fondatori dello stesso ordine vi era Antonio Pietrasanta, antenato dei conti all'epoca reggenti le terre di Casterno, oltre al fatto che il priore generale dell'Ordine era all'epoca padre Lodovico Pietrasanta, sempre imparentato coi nobili locali. La gestione della chiesa e del monastero locali passarono successivamente ai Carmelitani della Congregazione di Mantova, ai quali rimase sino al 1780 quando l'ordine religioso venne soppresso ad opera dell'Imperatore Giuseppe II.
Al periodo austriaco risale anche la prima cartografia precisa dell'abitato, grazie al Catasto teresiano del 1722. Il paese era all'epoca distribuito lungo una via centrale che ancora oggi caratterizza il nucleo storico della frazione.
La storia del XIX e XX secolo è per Casterno un momento di sviluppo economico e sociale di rilievo in quanto, soprattutto nell'aspetto residenziale ed agricolo, la frazione è andata ingrandendosi, definendosi sempre più come centro di collegamento con la vicina Abbiategrasso.

## Edifici notevoli

### Le chiese

#### Chiesa parrocchiale di Sant'Andrea apostolo

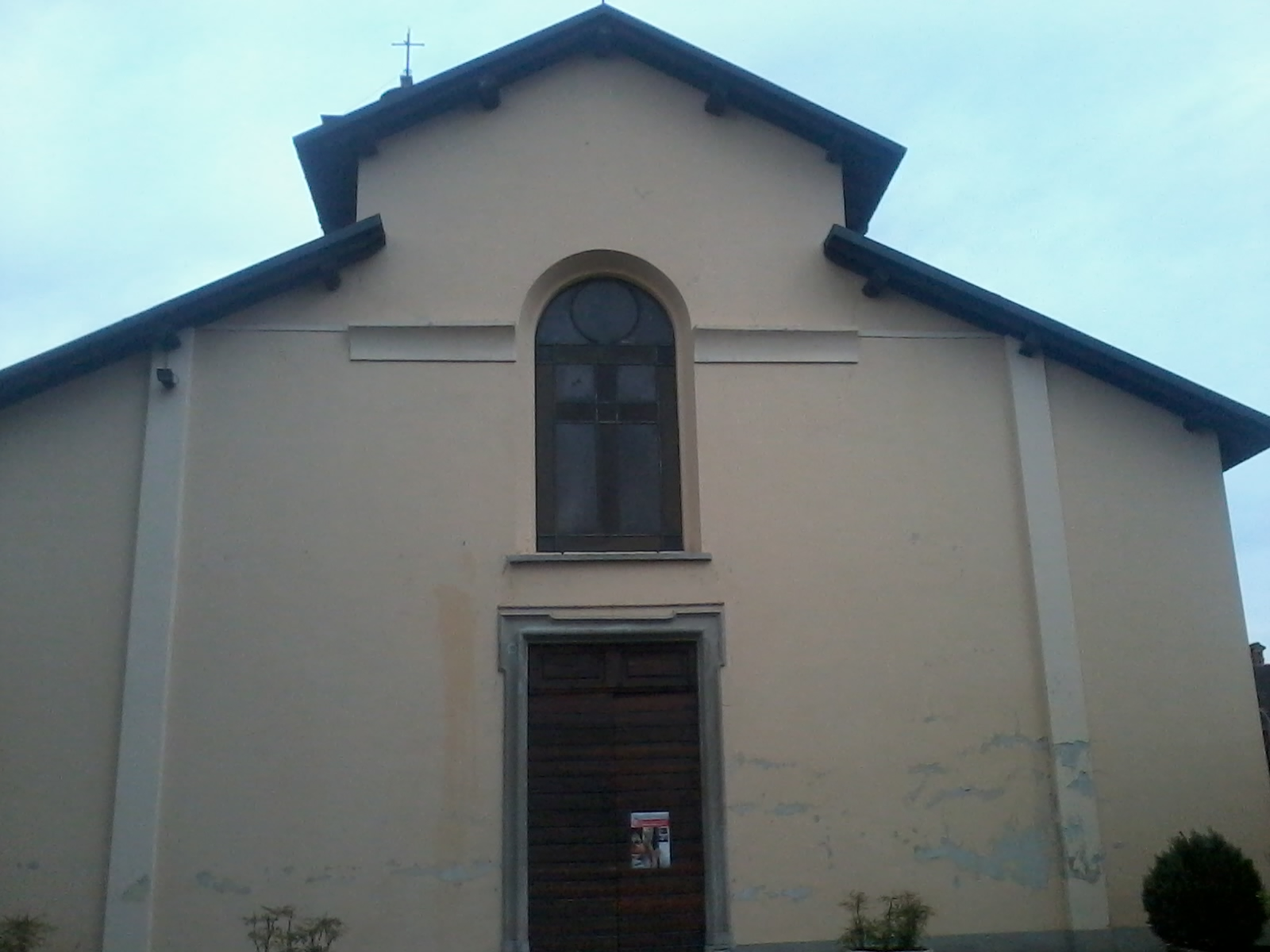
La facciata della chiesa parrocchiale di Casterno

La chiesa di Sant'Andrea di Casterno ha origini antichissime . L'attuale struttura, risalente al XVII secolo, è stata eretta con tutta probabilità su una precedente chiesa risalente al X secolo di cui si sono trovate le fondazioni durante i lavori di restauro. Malgrado questo della struttura del Seicento si conservano solo alcune parti in quanto la chiesa è stata nuovamente rifatta parzialmente nel 1922.
Dal documento della visita pastorale del cardinale Giuseppe Pozzobonelli del 1760 sappiamo che l'abitato casternese aveva 496 abitanti di cui 356 comunicati e che la parrocchia di Casterno, comprendeva anche gli oratori di Sant'Anna e San Bernardo, rispettivamente a Carpenzago e Cascinazza. La chiesa parrocchiale possedeva terreni per un totale di 308.15 pertiche..
Originale e caratteristico è il campanile con tetto "a cipolla" assieme alla facciata a salienti della chiesa, atipici per l'area lombarda.
Il complesso della chiesa parrocchiale, è inoltre inserito nella piazza locale, che si staglia su un'altura naturale, ove è presente anche la casa del parroco e una corte annessa che risalgono con tutta probabilità al Settecento.

#### Chiesa del Convento di Santa Maria delle Grazie
La chiesa di Santa Maria delle Grazie venne costruita con tutta probabilità in epoca medievale dai monaci del monastero locale. Successivamente passò ai Pietrasanta nel XV secolo e poi ai Carmelitani che vi riedificarono il tempio attuale nel 1671. Dopo l'abbandono dei religiosi del borgo, la chiesa cadde in disuso ma rimase un protettorato dei Pietrasanta sino alla soppressione del convento nel 1780, soppressione che venne dilazionata al 1782 a causa di alcune controversie insorte proprio con la famiglia proprietaria dello stabile.. Lo stabile è oggi ridotto alla stregua di un rudere e non vi si officia più, ma rimane a testimonianza della religione nel borgo.

#### Chiesa della Madonna del Carmine
Risalente nelle fondazioni all'XI secolo, la chiesa della Madonna del Carmine di Casterno è stata probabilmente edificata nel luogo ove anticamente sorgeva la chiesa locale di San Martino. La chiesa viene anche chiamata in dialetto locale Gèsa dal boia (chiesa del diavolo) in riferimento ad un'antica statua settecentesca presente al suo interno e rappresentante San Bernardo a guardia di un diavolo incatenato, in riferimento ad una leggenda popolare.

### Le ville

#### Villa Bezzera
Costruita nel Settecento, Villa Bezzera si trova in pieno centro storico di casterno ed oggi il bene si presenta frazionato e trasformato in casa d'abitazione. L'edificio si sviluppa con pianta ad U chiusa all'estremità delle due ali da un muro rettilineo affacciato sulla strada, sagomato in cima da una modanatura continua. In esso si apre al centro l'arco d'ingresso al cortile con cancello in ferro battuto, secondo una tipologia poco diffusa nel territorio. Di fronte, la facciata del corpo padronale è caratterizzata per quasi l'intera lunghezza da un portico a tre fornici, con archi ribassati e colonne binate, di notevole eleganza compositiva. Sotto il portico la facciata presenta ancora tracce di affreschi che raffigurano, entro la cornice di un finto arcone, paesaggi settecenteschi, in modo da creare artificialmente una continuità tra l'ingresso, il portico e il perduto giardino sul retro della villa.

### I mulini

#### Molino Marchesonia
Situato nei pressi dell'omonima cascina del territorio casternese, il molino Marchesonia viene riportato come già attivo agli inizi dell'Ottocento quando costituiva il principale mulino sull'area del borgo. Come emerso da alcuni lavori di restauro intrapresi sulla struttura, però, il mulino sembrerebbe come minimo risalire al XIV secolo in quanto vi si è rilevata la traccia di affreschi (ora perduti) risalenti a quell'epoca.
Questo mulino fu ancora una volta protagonista della storia locale quando, verso la fine dell'Ottocento, vi venne progettato dal proprietario un sistema che sfruttava l'energia idraulica della caratteristica ruota di ghisa che scorreva sulla vicina roggia per produrre energia elettrica, abbastanza da poter rendere completamente autosufficiente l'intera tenuta.

#### Molino Santa Marta
Il molino Santa Marta è un antico mulino del territorio casternese che ha iniziato ad operare nel 1870, quando vennero completate le pale sul fontanile Monegata.
Oggi il fabbricato è stato ristrutturato e nel locale interno si sono conservato la ruota originale ed una serie di ingranaggi in legno, oltre alla macina in pietra ed altri strumenti necessari per la lavorazione.
Attualmente l'edificio ospita un rinomato ristorante.

#### Molino Albani
Il molino Albani è posto lungo il corso della Roggia Verga, uno dei fontanili che attraversano il territorio di Casterno.
Pochissime sono le notizie che si hanno sul fabbricato, ma di certo la datazione delle sue mura perimetrali è precedente rispetto a tutto il complesso. L'aspetto, però, è quello datogli nell'Ottocento quando la famiglia Albani (già proprietaria dell'omonima villa ad Albairate) decise di proteggere la ruota esterna con un pratico tetto in tegole.
Una delle ruote che venivano utilizzate in questo mulino, è oggi conservata presso Villa Gromo di Ternengo a Robecco sul Naviglio.